# ناحیه وگا، شهرستان مارشال، مینه‌سوتا
وگا تونشیپ، شهرستان مارشال، مینه‌سوتا (به انگلیسی: Vega Township, Marshall County, Minnesota) یک سکونتگاه مسکونی در ایالات متحده آمریکا است که در شهرستان مارشال، مینه‌سوتا واقع شده‌است.

## خصوصیات
وگا تونشیپ ۱۱۶٫۴ کیلومترمربع مساحت و ۱۵۵ نفر جمعیت دارد و ۲۴۹ متر بالاتر از سطح دریا واقع شده‌است.